# Década de 1870 nos Estados Unidos
Esta é uma cronologia da década de 1870 nos Estados Unidos.

## 1870
- 2 de janeiro: Começa a ser construída a Ponte de Brooklyn.[1]
- 26 de janeiro: Ao fim da Guerra da Secessão, o estado confederado da Virgínia é readmitido à União pela lei do Congresso dos Estados Unidos.[2]
- 9 de fevereiro: O Serviço Nacional de Meteorologia (National Weather Service) é criado pela lei do Congresso dos Estados Unidos.[3]
- 23 de fevereiro: O estado confederado do Mississippi é readmitido à União.[4]
- 23 de fevereiro: Hiram R. Revels, um membro do Partido Republicano, é o primeiro afro-americano a ser eleito para o Senado dos Estados Unidos.[5]
- 25 de fevereiro: Hiram R. Revels, um membro do Partido Republicano, representando o estado do Mississippi, torna-se o primeiro afro-americano a servir no Senado dos Estados Unidos.[3][5][6][7]
- 30 de março: A Décima-Quinta Emenda da Constituição dos Estados Unidos é declarada ratificada pelo Secretário de Estado, dando o direito ao voto para homens negros no país.[3][8][9]
- 30 de março: O estado confederado do Texas é readmitido à União pela lei do Congresso dos Estados Unidos.[10]
- 13 de maio: O tratado anglo-americano reconhece o direito de naturalização de cidadãos.[11]
- 22 de junho: O Congresso dos Estados Unidos aprova a lei, criando o Departamento de Justiça.[12][13]
- 26 de junho: O Natal (Christmas) é declarado um feriado federal dos Estados Unidos.[14]
- 15 de julho: O último estado confederado da Geórgia é readmitido à União e os Estados Confederados da América são dissolvidos oficialmente.[15][16]
- 12 de dezembro: Joseph H. Rainey torna-se o primeiro afro-americano a servir na Câmara dos Representantes dos Estados Unidos.[15]

## 1871
- 21 de fevereiro: Uma lei do Congresso incorpora em Washington, D.C., as cidades de Washington e de Georgetown e o Condado de Washington, criando um único território federal.
- 4 de março: A Associação Nacional dos Jogadores Profissionais de Beisebol (National Association of Professional Base Ball Players), a primeira liga profissional de beisebol, é fundada em Nova Iorque.[15]
- 20 de abril: A Lei dos Direitos Civis (Civil Rights Act of 1871), também conhecida como Enforcement Act of 1871, é assinada pelo presidente Ulysses S. Grant, que suprime a associação secreta Ku Klux Klan.[16][17][18]
- 8 de maio: O Tratado de Washington é assinado entre os Estados Unidos e a Grã-Bretanha.[15][19][20]
- 24 de maio: O Tratado de Washington é ratificado pelo Senado dos Estados Unidos.[20]
- 19 de agosto: O Tratado de Amizade e Comércio é assinado entre o Reino do Havaí e o Império do Japão.[21]
- 8 de outubro: Inicia o Grande incêndio de Chicago, o maior incêndio da história dos Estados Unidos, após uma vaca derrubar um lampião a querosene no estábulo.[15][22][23]
- 10 de outubro: Termina o Grande incêndio de Chicago, que mata mais de 300 pessoas, destrói 17.450 prédios e causa 196 milhões de dólares em danos.[15][22]

## 1872
- 1 de março: Presidente Ulysses S. Grant assina a legislação, criando o Parque Nacional de Yellowstone, o primeiro parque nacional do mundo e dos Estados Unidos, localizado nos estados de Wyoming, Montana e Idaho.[15][24]
- 10 de maio: Victoria Woodhull torna-se a primeira mulher a concorrer à presidência dos Estados Unidos.[24]
- 22 de maio: Presidente Ulysses S. Grant assina a Lei da Anistia de 1872 (Amnesty Act of 1872), que restaura os direitos civis.[15][24]
- 5 de novembro: É realizada a eleição presidencial. Ulysses S. Grant é reeleito presidente dos Estados Unidos com 286 votos eleitorais.[9][24][25][26][27][28]
- 5 de novembro: Susan B. Anthony vota pela primeira vez no dia da eleição nacional.[19][26]
- 11 de dezembro: Pinckney Benton Stewart Pinchback é eleito governador da Luisiana e o primeiro governador de um estado dos Estados Unidos com ascedência africana.[9]

## 1873
- 12 de fevereiro: A Lei Monetária de 1873 (Coinage Act of 1873) é aprovada pelo Congresso dos Estados Unidos.[26][28][29][30][31]
- 3 de março: Presidente Ulysses S. Grant assina a lei, que aumenta o salário do Presidente dos Estados Unidos de 25 mil dólares por ano para 50 mil dólares por ano, do vice-presidente para 10 mil dólares e dos senadores de 5 mil dólares para 7.500 dólares.[29][31][32][33]
- 4 de março: Presidente Ulysses S. Grant começa seu segundo mandato.[31][33]
- 13 de abril: Um massacre mata mais de cem pessoas negras e dois homens brancos em Colfax, Luisiana.[34]
- 1 de maio: O primeiro cartão-postal de um centavo (penny postal card) norte-americano é emitido pela United States Post Office.[26][31][35]
- 18 de setembro: A falência de uma financeira de Filadélfia, a Jay Cooke and Company, provoca um grande pânico financeiro, iniciando o Pânico de 1873.[9][29][31][34][36]
- 9 de outubro: O Instituto Naval dos Estados Unidos (United States Naval Institute) é fundada em Annapolis, Maryland.[37]
- 31 de outubro: O navio americano Virginius é capurtado pela Marinha da Espanha na costa de Cuba.[34]

## 1874
- 1 de janeiro: O Bronx é anexado pela cidade de Nova Iorque.[38]
- 19 de janeiro: Morrison R. Waite é nomeado pelo presidente Ulysses S. Grant como o chefe judiciário da Suprema Corte dos Estados Unidos.[39]
- 8 de março: Morre o ex-presidente dos Estados Unidos, Millard Fillmore, em Buffalo, Nova Iorque.[38][40]
- 14 de maio: Acontece a primeira partida de futebol americano intercolegial entre a Universidade de Harvard e a Universidade McGill de Montreal.[41]
- 20 de junho: O território governamental do Distrito de Columbia é abolido pelo Congresso dos Estados Unidos, substituído por uma forma de comissão do governo.[38][42][43][44]
- 1 de julho: O primeiro zoológico público dos Estados Unidos abre em Filadélfia, Pensilvânia.[38]

## 1875
- 30 de janeiro: Presidente Ulysses S. Grant assina um tratado de recirpocidade com o Havaí  para instalar uma base naval em Pearl Harbor.[45] O Havaí torna-se o protetorado norte-americano.[19][36]
- 1 de março: O Congresso dos Estados Unidos aprova a Lei dos Direitos Civis de 1875 (Civil Rights Act of 1875), que proíbe a discriminação racial em todos os estabelecimentos públicos no país.[45][46][47]
- 18 de março: Um tratado de recirpocidade com o Havaí é ratificado pelo Congresso dos Estados Unidos.[45][46]
- 20 de maio: A Convenção do Metro é assinada entre os Estados Unidos e 16 outros países, criando o Escritório Internacional de Pesos e Medidas.[41]
- 31 de maio: O tratado recirpocidade entre os Estados Unidos e a República do Havaí é assinado pelo presidente Ulysses S. Grant.[41]
- 2 de junho: James Augustine Healy torna-se o primeiro afro-americano elevado a bispo na Igreja Católica Americana.[41]
- 12 de outubro: Rutherford B. Hayes é eleito governador do Ohio.[48]

## 1876
- 2 de fevereiro: A Liga Nacional de Clubes Profissionais de Beisebol (National League of Profissional Baseball Clubs), mais conhecida como a National League, é fundada.[49]
- 10 de março: Alexander Graham Bell faz a primeira chamada telefônica e liga para seu assistente Thomas Watson em outra sala, dizendo: "Senhor Watson, venha para cá. Quero falar com você".[49][50]
- 1 de abril: Acontece a primeira partida de beisebol da National League.[49]
- 10 de maio: A Exposição Universal de 1876 (Centennial Exhibition) é aberta pelo presidente Ulysses S. Grant em Filadélfia, Pensilvânia.[49]
- 17 de maio: A Convenção do Partido da Proibição é realizada em Cleveland, Ohio.[49]
- 25 de junho: General americano George Armstrong Custer e seus homens são mortos pelos guerreiros indígenas liderados por Cavalo Louco na Batalha de Little Bighorn.[51]
- 4 de julho: O 100° aniversário da Declaração da Independência dos Estados Unidos é celebrado.[52]
- 1 de agosto: O Colorado torna-se o 38° estado norte-americano admitido à União.[9][52][53][54]
- 8 de agosto: Thomas Alva Edison recebe uma patente para o seu mimeógrafo.[52]
- 7 de novembro: É realizada a eleição presidencial.[53] O novo presidente não é decidido até 1877 na eleição presidencial entre o governador democrata de Nova Iorque, Samuel J. Tilden e o governador republicano do Ohio, Rutherford B. Hayes.[9][19][52][55][56]
- 10 de novembro: Termina a Exposição Universal de 1876 em Filadélfia, Pensilvânia.[52]

## 1877
- 2 de março: Rutherford B. Hayes é declarado vencedor da eleição presidencial de 1876 pelo Congresso dos Estados Unidos.[57][58][59][60]
- 5 de março: Rutherford B. Hayes toma posse como o 19° presidente dos Estados Unidos.[60][61]
- 4 de julho: A 38ª estrela, que representa o estado do Colorado admitido à União em 1 de agosto de 1876, é adicionada à Bandeira dos Estados Unidos.
- 14 de julho: Inicia a grande greve ferroviária dos trabalhadores (Great Railroad Strike of 1877) em Martinsburg, Virgínia Ocidental, em resposta a um corte de 35% em seus salários.[60][62]
- 20 de julho: Nove trabalhadores ferroviários da companhia Baltimore and Ohio, que organizam uma manifestação popular, são mortos pela polícia local e outros são feridos em Baltimore, Maryland.[60]
- 5 de setembro: O chefe índio da tribo dos Oglala Lakota, Cavalo Louco (Crazy Horse), é morto à baionetada por um soldado norte-americano em Fort Robinson, Nebraska.[63]
- 5 de outubro: A tribo indígena, liderada pelo Chefe Joseph, rende-se ao General Nelson Appleton Miles.[64][65]
- 29 de novembro: Thomas Alva Edison demonstra seu fonógrafo.[63]

## 1878
- 17 de janeiro: O Tratado de Amizade e Comércio é assinado entre os Estados Unidos e as Ilhas Samoa, em Washington, DC, permitindo a construção da estação naval norte-americana.[62][66][67][68]
- 30 de janeiro: O Senado dos Estados Unidos ratifica o Tratado de Amizade Comércio entre os Estados Unidos e as Ilhas Samoa.[68]
- 19 de fevereiro: O fonógrafo é patenteado por Thomas Alva Edison.[63]
- 28 de fevereiro: A Lei Bland-Allison (Bland-Allison Act) é aprovada pelo Congresso dos Estados Unidos, restabelecendo as moedas de prata.[62][63][69][70]
- 23 de março: Os Estados Unidos reconhecem o regime de Porfirio Díaz no México.[58][71]
- 11 de junho: O Distrito de Columbia é fundado pela lei do Congresso dos Estados Unidos como a capital dos Estados Unidos.[63]
- 21 de agosto: A American Bar Association é fundada em Saratoga, Nova Iorque.[72]
- 15 de outubro: A Edison Electric Light Company é incorporada na cidade de Nova Iorque.[72][73]

## 1879
- 15 de fevereiro: Presidente Rutherford B. Hayes assina uma lei, que permite a todas as mulheres advogadas qualificadas a praticar advocacia na Suprema Corte dos Estados Unidos.[72][74]
- 3 de março: O Serviço Geológico dos Estados Unidos (United States Geological Survey) é criado pela lei do Congresso dos Estados Unidos.[13][32][75]
- 3 de março: Belva Ann Bennett Lockwood torna-se a primeira advogada a atuar perante a Suprema Corte dos Estados Unidos.[75][76]
- 24 de maio: Morre o abolicionista William Lloyd Garrison na cidade de Nova Iorque.[77]
- 1 de julho: A legislatura do Ilinois aprova a lei, que proíbe o trabalho feminino.[75]
- 27 de setembro: A primeira competição de atletismo amador é realizada na cidade de Nova Iorque.[75]
- 29 de setembro a 2 de outubro: O agente indígena Nathan C. Meeker e outros são mortos em uma rebelião, no Território do Colorado, no Massacre de Meeker.[78]
- 21 de outubro: Thomas Alva Edison testa com sucesso a primeira lâmpada elétrica incandescente, feita com filamento de carvão.[75]
- 31 de dezembro: Thomas Alva Edison demonstra a lâmpada elétrica incandescente ao público pela primeira vez em Menlo Park, Nova Jérsei.[75][79]